# El Dorado Speedway
Der El Dorado Speedway ist eine Rennstrecke bei Villa Aldama im Bundesstaat Chihuahua in Mexiko. Er liegt etwa 25 km nordnordöstlich des Stadtzentrums der Provinzhauptstadt Chihuahua.

## Streckenbeschreibung
Das 1 km lange D-förmige Beton-Oval umfasst auch ein etwa 0,3 Meilen langes Kurzoval sowie eine Infield Straßensektion. Die 16–20 Meter breite Strecke weist in den Kurven eine Neigung von bis zu 20° auf. Eine Beleuchtungsanlage gestattet Rennen bei Nacht.

## Veranstaltungen
Der Speedway ist aktuell Austragungsort für die NASCAR Mexico Series, sowie für die Rahmenserien NASCAR Mexico Challenge Series und die Truck Series Mexico. Aktuell finden 2 Rennen der Serie statt, wobei eines das traditionelle Chihuahua 240 über 240 Runden ist. Die mexikanische NASCAR-Serie startet mit einzelnen Unterbrechungen seit 2012 auf dem Kurs, wobei wegen der vorübergehenden Aussetzung der Serie 2016 und im Folgejahr 2017 keine Veranstaltungen stattfanden und 2020–21 die Events wegen der weltweiten COVID-19-Pandemie ausgesetzt wurden. Von 2017 bis 2019 wurde daher auf dem Kurs eine eigene Meisterschaft, das „Campeonato El Dorado Speedway“, ausgerichtet.